# Kaihime
Kaihime (甲斐姫?) (甲斐姫, "hime" significa señora, princesa, mujer noble), (1572-?), fue una noble japonesa, hija de Narita Ujinaga, vasallo del clan Go-Hōjō de la región de Kantō. 
Es conocida por su papel heroico en la resistencia de su padre contra el ejército de Toyotomi Hideyoshi durante el asedio de Odawara, el asedio de Oshi y probablemente en el asedio de Osaka.

## Biografía
En junio de 1590, Ishida Mitsunari se dirigió con un ejército de 20.000 hombres a tomar el castillo de Oshi, en manos del clan del padre de Kai. Debido a la falta de planificación, su ejército fue arrasado por una tromba de agua. Kai se presentó voluntaria para atacar a los soldados restantes, a la cabeza de 200 jinetes. Cuando Ishida recibió refuerzos de Sanada Masayuki, Sanada Nobushige y Asano Nagamasa, Kai mató al vasallo de Sanada, Miyage Takashige. Cuando el castillo de Odawara se rindió, el padre de Kai también escogió rendirse con la esperanza de acabar la guerra.
Ella y su padre fueron puestos a cargo de Gamō Ujisato durante un tiempo. Cuando su padre estaba lejos, estalló una rebelión interna liderada por Hamada Shugen y su hermano menor (los registros históricos sugieren que la rebelión fue iniciada por los hermanos Ujinaga). En esa época la suegra de Kai fue asesinada. Al oírlo, Kai blandió una espada y se dirigió a luchar contra los rebeldes. Mató al instigador y dos seguidores, con lo que evitó una carnicería. Hideyoshi oyó de su valor y el padre de Kai se convirtió en uno de sus generales de confianza, que fue premiado con el castillo de Karasuyama y 20,000 koku.
Cerca del final del sitio de Osaka, durante la campaña de verano del clan Tokugawa, huyó con la concubina de Toyotomi Hideyori y con su hija, Nāhime. Se dice que las tres terminaron sus días como monjas en Tōkei-ji.

## En la cultura popular
Kaihime aparece en los videojuegos de Koei Samurai Warriors 3 y Samurai Warriors 4, donde su arma es una espada-látigo y en el videojuego Takeda 3, como general nombrado Narita Kaihime. También aparece como carácter en videojuego de cartas de Irem Sengoku Efuda-yugi: Hotogisu Ran. 
Es un personaje jugable en Pokémon Conquest (Pokémon + Nobunaga's Ambition en Japón), con los pokemon Darumaka y Darmanitan. La luchadora profesional Hiroyo Matsumoto se vistió como Kaihime para la promoción de Dramatic Dream Team del 10 de febrero de 2013.
Aparece retratada por Nana Eikura en la película de 2012 El Castillo Flotante.